# Inzai (Chiba)
Inzai (印西市 Inzai-shi?) es una ciudad localizada en Chiba, Japón.
A partir de 2010, la ciudad tiene una población de 87.273 y una densidad de 1.630 personas por km². La superficie total es de 53,51 km².
La ciudad fue fundada el 1 de abril de 1996.

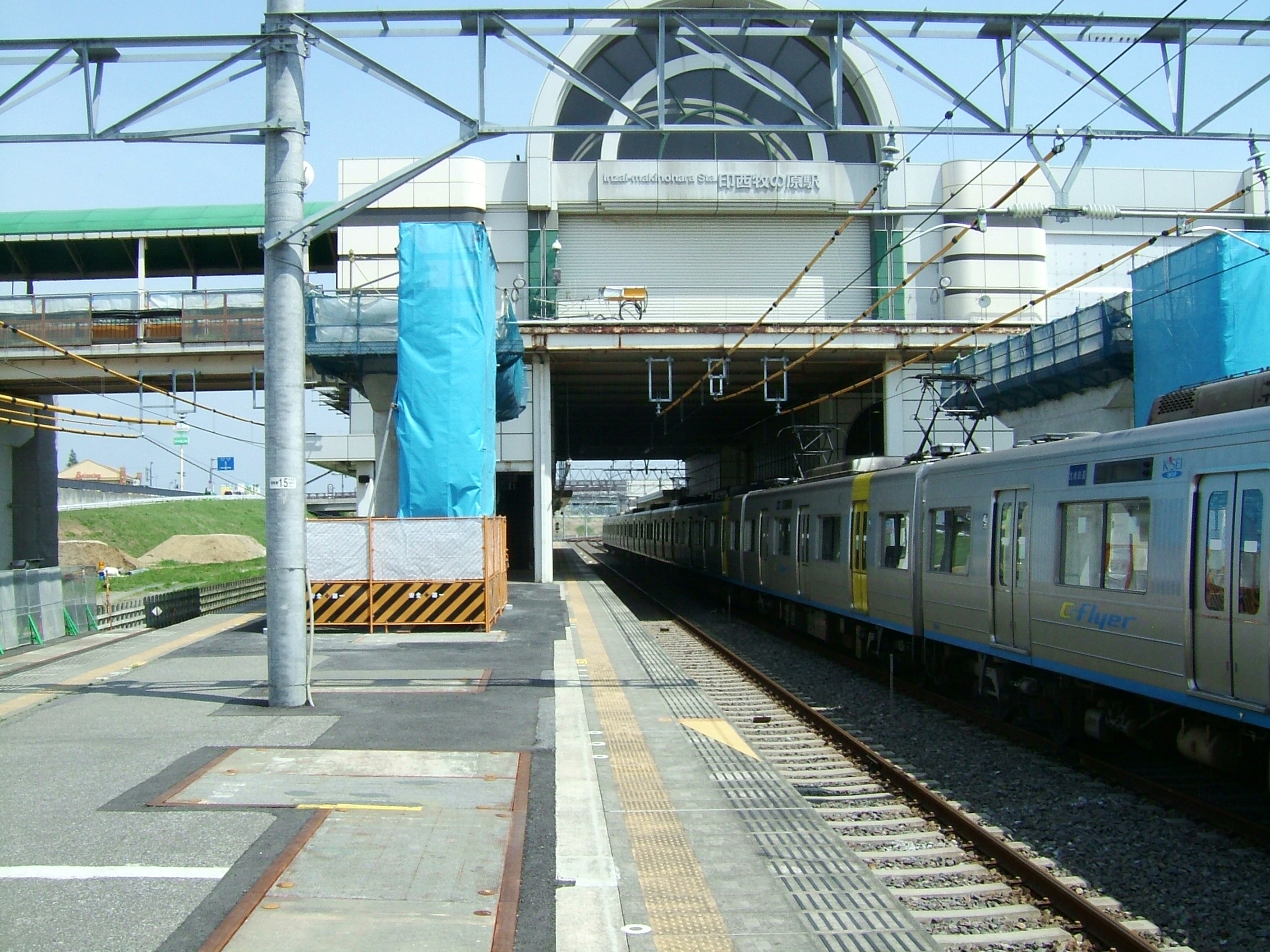
Andén de la estación Inzai-Makinohara (Línea Hokuso).